# 生まれ変わってもよろしく
『生まれ変わってもよろしく』（うまれかわってもよろしく、朝鮮語: 이번 생도 잘 부탁해）は、2023年6月17日から2023年7月23日まで、韓国tvNで放送されたテレビドラマ。Netflixで日本を含め、同時配信された。イ・ヘイの同名漫画が原作である。
前世の記憶を持ったまま転生を繰り返す女性と、彼女の前世の初恋相手であった男性が巡り合う運命を描いたファンタジーロマンス。

## あらすじ
ほぼ千年に渡って、輪廻転生を繰り返すパン・ジウム（シン・ヘソン）は過去17回の人生では失敗の連続であった。18回⽬の⼈⽣でムン・ソハ（アン・ボヒョン）という少年で出会い、惹かれ合うが、交通事故で突然の別れを告げなければならなかった。そして、19回目の人生でジウムはソハに出会うため、あらゆる方法を施す。

## キャスト

### 主要人物
パン・ジウム/ユン・ジュウォン - 演：シン・ヘソン（子役：パク・ソイ）
19回も転生を繰り返し、過去の記憶を全て覚えているヒロイン。MIグランドホテルの戦略計画チーム社員として就職する。19回目の人生では暴力的な父と兄に苦しまれたが、ソハに出会うためにあらゆる手段を使う。勇敢な性格で、周りから奇人と思われている。
キム・ソハ - 演：アン・ボヒョン（子役：チョン・ヒョンジュン）
MIグランドホテル専務。ジュウォンの初恋相手。母の死後、姉のように慕っていたジョウォンと惹かれ合っていたが、突然の事故でジュウォンと片耳の聴覚を失った。ドイツ留学から帰国して、ジウムと出会う。
ユン・チョウォン - 演：ハ・ユンギョン（子役：キ・ソユ）
造園業者、ジュウォンの妹。ドユンに好意を抱く。ジウムが亡き姉の存在と重なって見えるようになる。
ハ・ドユン - 演：アン・ドング
ソハの秘書で、高校時代の同級生。ソハのドイツ留学にも同伴している。

### ジウムの前世
ユン・ジュウォン - 演：キム・シア
18回目の人生のジウム。チョウォンの姉。9歳だったソハと惹かれ合うが、12歳の時に交通事故で他界。
キム・ジュンホ - 演：キム・ジュンホ
17回目の人生のジウム。サーカス団員で、両親のいないエギョンを男手一つで育てていたが、結核で他界。

### ジウムの周辺人物
キム・エギョン - 演：チャ・チョンファ
ジュンホの姪、キムチ食堂店主。ジュンホの転生後の姿であるジウムと親友になる。
パン・ハクス - 演：ペク・スンチョル
ジウムの父。ギャンブル依存症。
パン・ドンウ - 演：ムン・ドンヒョク
ジウムの兄。借金に追われている。

### MIグループの人物
ムン・ジョンフン - 演：チェ・ジノ
MIグループ会長、ソハの父。ソハを冷酷に扱う。サンアの死の直前、ヨノクと不倫していた。
イ・サンヒョク - 演：イ・ヘヨン
MIグループ理事、ソハの叔父。ソハが唯一信頼できる人物。
チャン・ヨノク - 演：ぺ・ヘソン
MIグランドホテル代表。ジョンフンの後妻。連れ子のソハと対立している。
イ・サンア - 演：イ・ボヨン
ソハの亡母、元MIグランドホテル代表。死の直前、ジュウォンにソハの面倒を託す。